# Tratar
Tratar je priimek več znanih Slovencev:
- Anton (A.) Tratar (1922 -?)
- Boštjan Tratar (*1973), pravnik, generalni državni pravobranilec
- Ignac Tratar (1895—1959), politični aktivist
- Marjan Tratar - Učo (1906 - ?), politik
- Marjan, Tomas, Vinko Tratar: mizarji
- Marko Tratar (*1974), šahist velemojster, novinar